# Cornucopina geniculata
Cornucopina geniculata är en mossdjursart som beskrevs av Harmer 1926. Cornucopina geniculata ingår i släktet Cornucopina och familjen Bugulidae. Inga underarter finns listade i Catalogue of Life.